# 몬세라트

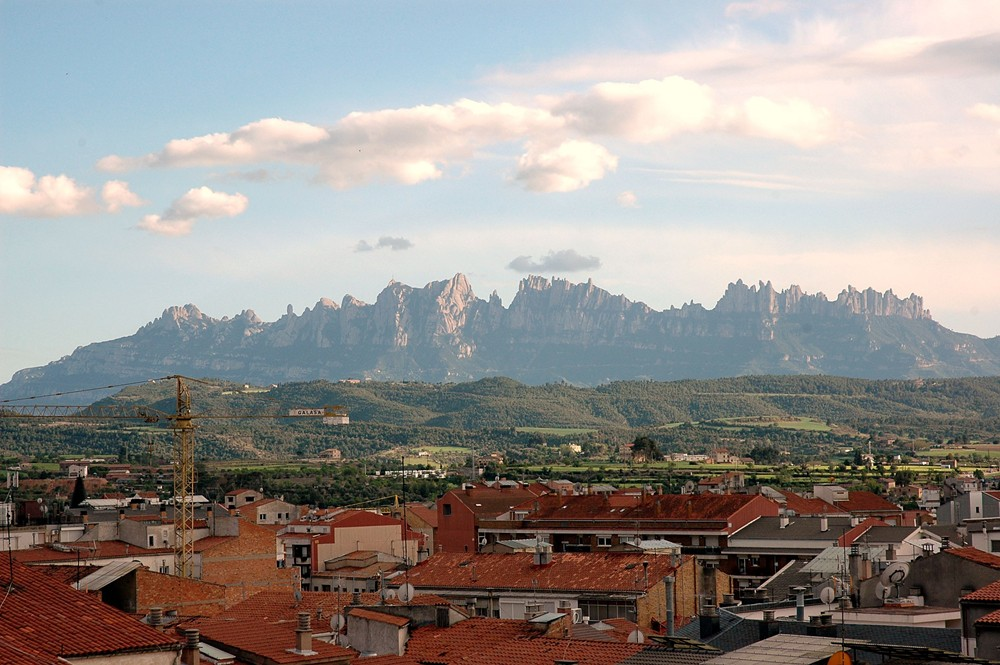
몬세라트

몬세라트(카탈루냐어: Montserrat, 스페인어: Montserrat)는 스페인 카탈루냐 지방 바르셀로나 근교에 있는 산이다. 이름의 의미는 카탈루냐어로 '톱니 모양의 산'이라는 뜻으로, 분홍색의 역암으로 이루어져 있으며 멀리서도 독특한 경관을 자랑한다. 아서 왕의 성배 전설에 등장하는 베네딕트의 산타 마리아 몬세라트 수도원이 있다. 기독교 성지로 되어 있다. 또. 세계 최고의 4대 성지로 손꼽힌다.